# Paul Saladin Leonhardt
Paul Saladin Leonhardt foi um jogador de xadrez com diversas participações em competições internacionais. Seus principais resultados em torneios foram o primeiro lugar em Hamburgo (1905), Copenhagen (1907), terceiro em Carlsbad (1907), segundo em Göteborg (1909) e Estocolmo (1909). Em matches contra os principais jogadores de sua época, venceu James Mortimer (+5 –0 =3) e Aaron Nimzowitsch (+4 –0 =1) em 1911, perdeu para Jacques Mieses (+1 –5 =1) em 1905, Rudolph Spielmann em 1906 e Frank Marshall (+1 –2 =4) em 1911. Empatou um match com Curt von Bardeleben (2 : 2) em Berlim (1921).

## Principais resultados em torneios
| Data | Local         | Colocação | Observações                                                                               |
| ---- | ------------- | --------- | ----------------------------------------------------------------------------------------- |
| 1907 | Carlsbad 1907 | 3         | Vencidoc por Akiba Rubinstein, com Geza Maroczy em segundo e Aron Nimzowitsch em quarto . |